# Grijze fruitmot
De grijze fruitmot (Grapholita molesta) is een vlinder uit de familie van de bladrollers (Tortricidae). De wetenschappelijke naam is gepubliceerd in 1916 door August Busck.
De soort komt voor in Europa.